# 派恩諾特 (肯塔基州)
派恩諾特（英語：Pine Knot）是一個位於美國肯塔基州麥克雷里縣的城市。

## 地方資料
根據2020年美國人口普查的數據，派恩諾特的面積為16.75平方千米，當中陸地面積為16.59平方千米，而水域面積為0.16平方千米。當地共有人口1380人，而人口密度為每平方千米82.39人。